# 神宮英夫
神宮 英夫（じんぐう ひでお、1952年12月11日-　）は、心理学者、金沢工業大学教授。
石川県生まれ。1975年東京都立大学 (1949-2011)心理学科卒、77年同大学院博士課程満期退学、東京都立大学助手、1980年東京学芸大学助手、82年講師、84年助教授、86年「時間判断と動作の時間的側面とを規定する内的時間の研究」で都立大文学博士。1998年明星大学教授、2000年金沢工業大学情報学部心理情報学科教授。 認知心理学・感性工学専攻。

## 著書
- 『時間知覚の内的過程の研究』風間書房 1989
- 『スキルの認知心理学 行動のプログラムを考える』川島書店 1993
- 『印象測定の心理学 感性を考える』川島書店 1996
- 『はじめての心理統計 統計モデルの役割と研究法を考える』川島書店 1998

### 共編著
- 『子どもを持たないこころ 少子化問題と福祉心理学』青木紀久代共編著 北大路書房 2000
- 『使える統計 Excelで学ぶ実践心理統計』櫻井広幸共著 ナカニシヤ出版 2003
- 『徹底図解心理学 カラー版』青木紀久代共編著 新星出版社 2008
- 『わかる・使える多変量解析』土田昌司共著 ナカニシヤ出版 2008
- 『食の官能評価入門』大越ひろ共編著 光生館 2009
- 『朝倉実践心理学講座 10 感動と商品開発の心理学』編 朝倉書店 2011
- 『心理統計法』大澤光共著 放送大学教育振興会 2011

## 論文
- Cinii

## 注
1. ↑  『現代日本人名録』2002年